# Pierre Polo
Pour les articles homonymes, voir Polo.
Pierre Polo Perucchin, né le 24 avril 1928 à Aviano (Frioul-Vénétie Julienne, est un coureur cycliste italien puis français à partir de 1958, professionnel de 1953 à 1962.

## Biographie
Né italien, il est naturalisé français en 1958.

## Palmarès
- 1952
  - Circuit du Ventoux
  - 2e de la Poly Lyonnaise
- 1953
  - 2e du Tour de Haute-Savoie
- 1954
  - 8e du Critérium du Dauphiné libéré
- 1955
  - 1re étape du Tour d'Alsace-Lorraine
  - 7e étape du Critérium du Dauphiné libéré
  - 2e du Bourg-Genève-Bourg
- 1956
  - Tour de Sicile
- 1957
  - 3e du Circuit Drôme-Ardèche
- 1958
  - 2e étape du Tour du Sud-Est
  - 4e étape du Critérium du Dauphiné libéré
  - 2e du Grand Prix de Vals-les-Bains
  - 4e du Critérium du Dauphiné libéré
- 1959
  - 2e du Tour de l'Ariège
  - 3e des Boucles roquevairoises
- 1960
  - 3e du Tour du Var

## Résultats sur les grands tours

### Tour de France
2 participations
- 1954 : hors délai (16e étape)
- 1958 : 39e